# Freddy vs. Jason
Freddy vs. Jason ((bra: Freddy vs Jason; prt: Freddy contra Jason)) é um filme slasher americano lançado em 2003, que traz um crossover entre Freddy Krueger e Jason Voorhees, dois dos maiores ícones do cinema de horror da década de 1980. É dirigido por Ronny Yu e é considerado como a décima-primeira sequência da franquia Sexta-Feira 13 e a oitava de A Hora do Pesadelo. O filme também foi o último de ambas as franquias antes de elas serem reiniciadas em 2009 e 2010, respectivamente.
No filme, Freddy tornou-se incapaz de assombrar os sonhos das pessoas à medida que os cidadãos de Springwood, Ohio, se esqueceram dele após sua morte e subsequente prisão no Inferno por seus pecados. Para recuperar seu poder e liberdade, Freddy ressuscita Jason e o manipula a ir para Springwood para causar pânico e medo, levando a rumores de que Freddy retornou. No entanto, à medida que Jason consegue causar medo suficiente para que Freddy possa assombrar a cidade novamente, ele acaba irritando Freddy, ao privá-lo de potenciais vítimas. Isso acaba levando os dois monstros mortos-vivos a um conflito violento.
Freddy vs. Jason teve um orçamento de 30 milhões de dólares e foi lançado nos Estados Unidos em 15 de agosto de 2003, arrecadando 114 milhões de dólares. Tornou-se o filme de maior bilheteria na série Sexta-Feira 13 e o segundo filme de maior bilheteria na série A Hora do pesadelo, porém, o longa acabou recebendo críticas negativas. O filme é até o momento a última aparição de Robert Englund como Freddy Krueger.

## Sinopse
Freddy Krueger está impotente no Inferno porque a população da cidade de Springwood conseguiu fazer com que os jovens se esquecessem dele. Para recuperar a força, Freddy disfarça-se como Pamela Voorhees e manipula Jason Voorhees, fazendo-o voltar à vida e começar a matar adolescentes de Springwood. Na cidade, Lori Campbell mora com seu pai viúvo e tem a companhia de seus amigos Kia, Gibb, Trey e Blake. Naquela noite, Jason mata Trey, e a polícia suspeita de Freddy, temendo seu retorno. Após um pesadelo em que Freddy tenta matar Blake, mas falha por não ser poderoso o suficiente, Blake acorda e encontra seu pai decapitado antes de Jason matá-lo também. No dia seguinte, a polícia afirma que foi um assassinato-suicídio, na esperança de conter Freddy.
O ex-namorado de Lori, Will Rollins, e o amigo Mark Davis são pacientes do Westin Hills Psychiatric Hospital. Eles tomam Hypnocil para reprimir seus sonhos, uma vez que eles já tiveram contato com Freddy. Uma reportagem sobre os assassinatos motiva Mark e Will a fugir e retornar a Springwood para avisar Lori sobre Freddy. Naquela noite, Lori e os outros participam de uma rave em um milharal. Freddy tenta matar Gibb em um pesadelo, mas Jason a mata no mundo real junto com vários outros participantes da festa, o que faz com que Freddy perceba que o tumulto de Jason irá negá-lo às vítimas.
Linderman e Freeburg escapam da rave junto com Will, Lori e Kia. Mais tarde, Will explica a Lori que a razão pela qual ele foi enviado para Westin Hills foi porque ele viu o pai dela assassinar a mãe dela, antes de ir para a casa de Mark. No entanto, eles descobrem Freddy matando Mark e declarando seu retorno em uma mensagem deixada no corpo da vítima. O deputado Stubbs se aproxima de Lori e suas amigas, que percebem o plano de Freddy e o convencem da verdade. Aprendendo sobre Hypnocil, eles tentam roubá-lo de Westin Hills e observam muitos adolescentes em estado de coma devido ao prolongado uso de Hypnocil, mas Freddy possui Freeburg, que descarta o remédio. Após segui-los, Jason eletrocuta Stubbs até a morte, mas é tranquilizado por um Freeburg possuído, que Jason mata antes de adormecer.
Levando o corpo de Jason com eles, os adolescentes planejam uma maneira de trazer Freddy do mundo dos sonhos para a realidade e forçá-lo a lutar com Jason. Eles levam o inconsciente Jason até o agora abandonado acampamento Crystal Lake. Enquanto isso, Freddy luta contra Jason no mundo dos sonhos, onde Freddy tem a vantagem de seus poderes oníricos. Freddy descobre que Jason tem medo de água (um dispositivo de enredo que contradiz os filmes de Sexta-Feira 13) e usa esse medo para tornar Jason impotente. Enquanto isso, Lori vai dormir e tenta salvar Jason. Freddy a ataca e se revela como o assassino de sua mãe, tendo possuído seu pai para fazê-lo.
Jason acorda em no acampamento Crystal Lake e persegue os adolescentes dentro de uma cabana. Linderman é morto depois de tentar lutar contra Jason e a cabana se incendeia. Lori está acordada e consegue trazer Freddy para o mundo real, onde ele é confrontado por Jason. Quando os dois começam a lutar, os adolescentes restantes escapam da cabana.
Freddy escapa de Jason e vai atrás dos adolescentes, mas ele é distraído por Kia, até Jason matá-la de repente. Os dois assassinos retomam sua batalha: Freddy usa sua velocidade e intelecto, enquanto Jason confia em sua força e tolerância à dor. Em uma doca no lago, Freddy esfaqueia os olhos de Jason, e Jason arranca o braço de Freddy. Lori e Will tentam matar os dois derramando gasolina na doca e incendiando-a. Alguns tanques de propano nas proximidades explodem, jogando Jason e Freddy no lago. Freddy sai e tenta matar Lori e Will, mas é empalado por Jason com seu próprio braço com garras. Lori decapita Freddy, vingando as mortes de seus amigos e sua mãe. O corpo de Freddy cai no lago e afunda até o fundo. Lori e Will deixam o acampamento Crystal Lake como os dois últimos sobreviventes.
No dia seguinte, Jason sai da água, segurando o machete e a cabeça decepada de Freddy. No entanto, Freddy pisca para o público antes de rir fora da tela.

## Elenco
Zack Ward faz uma participação como Bobby Davis, o irmão mais velho de Mark. A então desconhecida Evangeline Lilly aparece brevemente no papel de uma estudante de ensino médio, e o lutador profissional Óscar Gutiérrez, mais conhecido por seu ring name Rey Mysterio, serviu brevemente como dublê de Englund em algumas sequências no icônico covil das caldeiras de Freddy Krueger. O chefe de estúdio da New Line Cinema Robert Shaye, que serviu como produtor em todos os filmes anteriores da franquia A Nightmare on Elm Street, aparece como o diretor da escola, creditado como L.E. Moko.

## Produção

### Conceito e desenvolvimento
Influenciadas pelo desejo dos fãs de um crossover que mostrasse uma batalha entre os dois ícones, a New Line e a Paramount tentaram produzir um filme de Freddy vs. Jason em 1987. Entretanto, os dois estúdios não conseguiram chegar a um acordo quanto à história. Quando Jason Takes Manhattan não obteve sucesso nas bilheterias, Sean Cunningham decidiu que queria readquirir os direitos da série Friday the 13th e começar a trabalhar com a New Line Cinema em Freddy vs. Jason, uma vez que a New Line detinha os direitos da franquia Nightmare on Elm Street. O conceito de uma luta entre Freddy e Jason não era novo; A Paramount havia abordado a New Line sobre a filmagem de um crossover anos antes de a última ter obtido os direitos de licenciamento de Sexta-Feira 13. Naquela época, ambas as empresas queriam a licença para o personagem da outra, para que pudessem controlar a produção do filme. Negociações sobre o projeto nunca foram finalizadas, o que levou a Paramount a fazer The New Blood. Após o lançamento de Jason Takes Manhattan em 1989, os direitos foram revertidos a Scuderi, Minasian e Barsamianto, que os venderam à New Line. Antes que Cunningham começasse o projeto de Freddy vs. Jason, Wes Craven retornou à New Line para produzir New Nightmare. Isso efetivamente colocou Freddy vs. Jason em espera, mas permitiu a Cunningham a chance de trazer Jason de volta aos holofotes com Jason Goes to Hell: The Final Friday. A nona sequência "rendeu um lucro saudável", embora tenha sido planejada apenas para abrir as portas para o cruzamento com Freddy Krueger, ao invés de iniciar uma nova série para a New Line.
A "frustração" de Cunningham com o atraso no desenvolvimento do projeto de Freddy vs. Jason o forçou a produzir outra sequência intitulada Jason X, num esforço de manter a série nas mentes do público. Inspirado no conceito de Jason Takes Manhattan de tirar Jason de Crystal Lake, o décimo capítulo colocaria o personagem-título no espaço. O filme sofreu com a perda de seu maior defensor, o presidente de produção Michael De Luca, quando ele renunciou ao cargo. A falta de apoio forçou o filme finalizado a ficar engavetado por dois anos até ser finalmente lançado em 26 de abril de 2002; ele se tornaria o filme de menor bilheteria da série nas bilheterias domésticas; também detinha a distinção de ter o maior orçamento de qualquer um dos filmes anteriores da época.

### Roteiro
Até que se chegasse à versão final do roteiro, a New Line gastou cerca de 6,8 milhões de dólares para desenvolver dezoito roteiros diferentes para Freddy vs. Jason por mais de uma dúzia de roteiristas diferentes ao longo de dez anos, a partir de 1993. Entre as muitas ideias descartadas para a história do filme, destacam-se: Jason indo a julgamento público em referência ao caso O. J. Simpson; uma trama que envolvia uma seita adoradora de Freddy, os "Fred-Heads"; e uma trama que justificava o duelo entre os vilões como consequência da vingança de Jason, que na infância teria sido abusado sexualmente por Freddy. Além disso, houve nos scripts tentativas a inclusão de personagens anteriores das respectivas franquias, com nomes como Tommy Jarvis, Tina Shepard (The New Blood) e Alice (Dream Master e Dream Child), enquanto outros ignoravam completamente qualquer filme anterior das duas franquias.
Finalmente os roteiristas Mark Swift e Damian Shannon foram efetivados na escrita do filme. A versão original do roteiro tinha 130 páginas e seria traduzida em um tempo de execução de 2 horas e 28 minutos, para um orçamento de 60 milhões de dólares. Após ser contratado como diretor, Ronny Yu trouxe um consultor de roteiro para a produção e este realizou diversos alterações na história, para que o tempo de execução pudesse chegar a 90 minutos e o orçamento a 25 milhões de dólares. Houve o corte de vários backstories dos personagens secundários, eliminação de vários personagens e criação de outros, elaboração de um novo final e adição de muito mais diálogos a Freddy, além da inclusão dos supostos pontos fracos de cada vilão, sendo que Freddy tem medo de fogo e Jason de água, como é explicado por Lori em determinada cena. De acordo com Swift e Shannon, vários finais foram considerados para o filme. Um dos finais não utilizados envolvia Pinhead da franquia Hellraiser; no entanto, a New Line estava descontente em garantir os direitos do personagem.

### Escolha do elenco

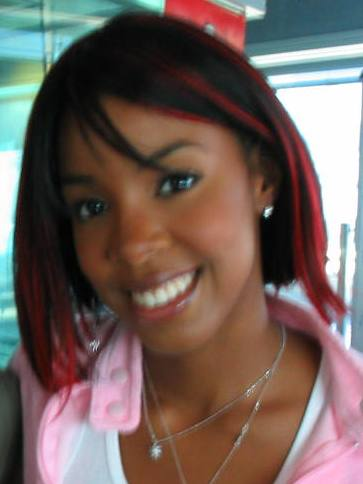
Kelly Rowland interpretou Kia, uma das protagonistas do filme.

A New Line acreditava que Freddy vs. Jason precisava de um novo começo e escolheu um novo ator para Jason. Cunningham discordou dessa decisão, acreditando que Kane Hodder era a melhor escolha para o personagem. Hodder recebeu o roteiro de Freddy vs. Jason e teve uma reunão com o diretor Ronny Yu e os executivos da New Line, mas Matthew Barry e Yu acharam que o papel deveria ser reformulado para se encaixar na imagem de Jason de Yu. De acordo com Hodder, a New Line não forneceu uma razão para a reformulação, mas Yu explicou que queria um Jason mais lento e mais deliberado, e menos dos movimentos agressivos que Hodder usou nos filmes anteriores. O papel finalmente foi dado a Ken Kirzinger, um dublê canadense que trabalhou em Jason Takes Manhattan. Há relatos conflitantes sobre a razão pela qual Kirzinger foi escalado. Segundo Yu, Kirzinger foi contratado porque era mais alto que Robert Englund, o ator que interpreta Freddy Krueger. Kirzinger tem 1,96 m, em comparação aos 1,91 m de Kane Hodder. Yu queria um ator muito maior para se erguer sobre o Englund de 1,75 m. Kirzinger acredita que sua experiência na Parte VIII o ajudou a conseguir o papel, já que Kirzinger substituiu Hodder em duas cenas do filme, mas também acredita que ele foi simplesmente avaliado e entregou um bom trabalho. Embora ele tenha sido contratado pela equipe, a New Line não oficialmente escalou Kirzinger antes de vê-lo no filme. A primeira cena de Kirzinger foi Jason andando pela rua Elm. A New Line queria um movimento específico na caminhada de Jason; Kirzinger atendeu às expectativas e assinou um contrato com o estúdio.
O papel da protagonista feminina e final girl, Lori, acabou ficando com Monica Keena, mais conhecida por sua atuação no seriado adolescente Dawson's Creek. Keena revelou a Englund que seu interesse pela franquia A Nightmare on Elm Street começou ainda na infância, quando aos oito anos de idade assistiu o filme original sem a permissão de seus pais, tendo ficado tão traumatizada a ponto de, literalmente, não conseguir dormir direito por várias semanas, o que mudou sua aparência física, levando-a a perder 10 quilos. Seus professores teriam ficado tão preocupados que ligaram para a mãe da atriz, perguntando se Keena estava sofrendo algum tipo de abuso em casa. Posteriormente, os pais teriam colado na mesa de cabeceira de Keena uma foto de Robert Englund maquiado como Freddy e outra do ator sem maquiagem, para que ela olhasse para as fotos e finalmente compreendesse que tudo não passava de um filme.
A cantora Kelly Rowland, então integrante do girl group Destiny's Child, foi escolhida para um dos papéis femininos principais, Kia. O filme foi uma das primeiras experiências de Rowland como atriz no cinema, e assim ela comentou na época: "Eu me lembro de estar no set com Beyoncé em Austin Powers e quando ela fez Carmen. [...] Ela dizia algo como: 'Você vai atuar. Eu sei que você pode fazer isso.' Ela sempre achou que eu tinha personalidade, fiz alguns comerciais de TV e agora que estou fazendo um filme, estou muito empolgada." Englund comentou ainda que imaginou que haveria um papel para a cantora Pink no filme, e que, de acordo com a opinião dele, havia uma personagem que parecia ter sido escrita quase que pensando nela.
Para interpretar o protagonista masculino, Will, o primeiro ator escalado foi Brad Renfro, que foi anunciado como o primeiro integrante contratado do elenco, juntamente com Kelly Rowland. O ator havia saído recentemente de uma clínica de reabilitação e ficou junto à produção por tempo suficiente para testar sua química em cena com Monica Keena, mas teve uma recaída de seu vício em heroína e acabou desaparecendo das filmagens por uma semana. Quando os produtores decidiram reformular o papel uma semana antes do início das filmagens, os agentes da Renfro tentaram argumentar "quebra de contrato" para forçá-los a pagar a Renfro seu salário previsto no contrato. O papel de Will foi então dado a Jason Ritter, mais conhecido na época por sua atuação no seriado Joan of Arcadia.

### Efeitos especiais
A equipe de efeitos especiais usou efeitos práticos e digitais para transmitir a mistura entre o mundo real, onde se tem a presença de Jason, e o mundo dos sonhos, dominado por Freddy. O rosto de Freddy, por exemplo, era uma máscara protética que tinha 15 peças e levava três horas para ser aplicada e uma hora para ser removida. Todas as peças tinham que ser anexadas, coladas e misturadas ao rosto de Englund para permitir a gama completa de atuação exigida para o personagem.
Criado pelo designer de efeitos especiais Bill Terezakis, veterano de programas de televisão como Babylon 5 e Dark Angel de James Cameron, e sequências como Final Destination 2 e Scooby Doo 2: Monsters Unleashed, o visual de Freddy deveria se assemelhar ao visual original criado por David Miller para o personagem, embora Terezakis tenha recebido mais liberdade criativa para elaborar sua versão de Freddy, a qual ele queria dar um aspecto exagerado e irritado que se revelasse quando o vilão ficasse realmente com raiva. A pele foi obtida a partir do molde original do vilão e a equipe adicionou uma nova musculatura para dar a ele uma aparência mais bruta e reforçada, contando com muitos dentes e lentes de contato, de modo a fazer o público reconhecer o visual como uma versão demoníaca de Freddy. Terezakis também foi responsável pelos efeitos de 72 ferimentos e desmembramentos, os quais são mais fáceis de se fazer com efeitos práticos do que com digitais.

Exemplo da integração entre efeitos práticos e digitais no filme: a cabeça decapitada de Freddy olha para a câmera e pisca em cena final do longa.

 O supervisor de efeitos visuais Ariel Shaw queria efeitos que aumentassem o gore e a violência do filme. Em certas cenas, a unidade de efeitos práticos não poderia ir longe sem colocar em perigo os atores e dublês, o que levou a contratação das empresas Cinesite, Pixel Magic e Digital Dimension para a criação dos efeitos digitais. A Pixel Magic criou mais de 100 tomadas de efeitos em apenas quatro meses, incluindo animações de personagens em CG, chroma key, remoções de fios e plataformas e vários efeitos de morph e desaparecimento. Um dos destaques produzidos pela Pixel Magic para o filme foi a sequência do pinball, na qual Freddy captura Jason no mundo dos sonhos, onde ele é uma vítima do poder considerável de Krueger. Freddy arremessa Jason no interior de um armazém como uma bola em uma mesa de pinball. Para obter este efeito, o supervisor de efeitos visuais Raymond McIntyre Jr. recorreu à criação de um Jason animado, que foi posteriormente integrado ao cenário real para garantir a continuidade. Um cyber scan foi criado a partir Ken Kirzinger e o modelo foi ampliado para ser um pouco maior que o ator, além de receber uma textura baseada na roupa de Jason e ser iluminado com base nas luzes do set. A equipe também construiu vigas e paredes CG para Jason interagir e adicionou elementos de poeira em CG.
A Digital Dimension ajudou a criar 15 cenas para o filme, algumas das quais foram essenciais para mostrar o quão poderoso Freddy realmente é, como na sequência que mostra o vilão estendendo sua sombra para atacar uma das vítimas adolescentes. O final do filme mostra quão poderoso Jason é e quão vulnerável Freddy está no mundo real. Freddy é decapitado e Jason leva sua cabeça embora. Quando a câmera fecha para o registro final de Freddy, a cabeça dele sorri e pisca. Esta cena foi criada com o Digital Fusion, um poderoso pacote de software de composição para desktop. Os elementos como um fundo esfumaçado, Jason e Freddy na frente de uma tela verde foram filmados e trazidos para o software. Os movimentos das mãos de Jason foram capturados, uma cabeça de Freddy em 3D foi construída para acompanhar tais movimentos e, a seguir a cabeça de Freddy foi incorporada à cabeça renderizada e usou-se o Fusion para distorcer e melhorar o movimento da cabeça rastreada. Para que Freddy piscasse, a superfície 3D subjacente foi distorcida para combinar com a ação em 2D. A Digital Dimension também foi responsável pela mudança do plano de fundo quando Lori cai cada vez mais no mundo dos sonhos de Freddy. Além de alterar os planos de fundo, foi feito um intenso trabalho de mudanças sutis das cores, de modo que cada quadro dessa sequência teve de ser colorido corretamente, uma vez que o trabalho procurou mostrar que as sutis mudanças de cor afetam as ilusões apresentadas no filme.

### Filmagens
Freddy vs. Jason foi filmado no Canadá, nas cidades de Vancouver e Toronto. As cenas finais que se passam na cabana de Jason numa ilha foram filmadas na localidade de Buntzen Lake, em Ioco. O asilo abandonado de Woodlands em New Westminster foi usado para as cenas da sala das caldeiras de Freddy e outro asilo fechado, o Belleview, também foi usado em algumas cenas. Um milharal real nos arredores de Vancouver foi usado para a sequência da rave, e a cena em que Freddy mostra sua face demoníaca foi registrada em um grande tanque de água localizado na Universidade da Colúmbia Britânica.
Douglas Tait interpretou Jason em um final diferente. Em uma entrevista, Tait explicou o motivo da regravação, dizendo: "Infelizmente para mim, foi a única cena que fui contratado para fazer. As audiências de teste estavam confusas quanto ao final original, eles achavam que o personagem de Jason Ritter estava se tornando Jason [sic]. Você pode ver isso nas cenas deletadas, por isso eles decidiram refazer o final. Originalmente eu estava sendo considerado para interpretar o papel de Jason em todo o filme. Foi realmente entre mim e Ken. Quando eles levaram o filme para o Canadá, eu estava sem sorte. Não tinha como eles bancarem meu voo e hotel enquanto Ken era um local. Além disso, Ken é mais velho que eu e ele estava bem mais estabelecido no negócio do que eu naquela época." Descrevendo a cena, Tait disse: "Eu estava no filme havia uns dois dias. A sequência da água exigiu muita preparação. Eles perceberam que quando eu estava molhado, parecia muito magro nas roupas, então eles tinham que me vestir com almofadas e roupas extras para parecer que eu ainda era grande. Estar com todo esse peso extra, um olho coberto, um facão em uma mão, a cabeça de Freddy na outra mão, e estar totalmente submerso na água, tornou a cena muito difícil. Além disso, Ronny Yu queria que eu caminhasse como se eu estivesse andando em terra. Ele queria que parecesse que eu poderia andar através da água sem me fazer subir à superfície. Para fazer esse efeito, eles tinham uma corda amarrada sob a água que eu segurava com a mão esquerda (com a cabeça decepada de Freddy também), e eu me segurei no chão para que eu pudesse me puxar e andar para frente."

## Música

### Trilha sonora
O álbum com a trilha sonora oficial do filme foi lançado em 12 de agosto de 2003 pela Roadrunner Records, e apresentou como tema principal a música "How Can I Live", da banda Ill Niño. O álbum contém 20 canções, das quais 14 eram inéditas na época, o que tornou a trilha sonora mais notável. Algumas músicas foram usadas no filme, mas não constam no álbum, sendo elas "Clap Your Hands Pt. 1" e "First Time" do IMx; "Nightmares" do Junkie XL; "Forward", "Guru" e "Running" do Smitty; e "Slavery" do Spineshank. Embora não esteja presente no filme, "Come Back" do Foo Fighters é tocada durante o final alternativo, no entanto, isto é apresentado apenas na versão em Blu-ray e não no DVD.

#### Lista das faixas
| N.º            | Título                     | Intérprete(s)               | Duração |  |
| 1.             | "How Can I Live"           | Ill Niño                    | 3:18    |  |
| 2.             | "When Darkness Falls"      | Killswitch Engage           | 4:02    |  |
| 3.             | "The Beginning of the End" | Spineshank                  | 3:32    |  |
| 4.             | "Sun Doesn't Rise"         | Mushroomhead                | 3:13    |  |
| 5.             | "Condemned Until Rebirth"  | Hatebreed                   | 2:07    |  |
| 6.             | "Snap"                     | Slipknot                    | 2:42    |  |
| 7.             | "Army of Me"               | Chimaira                    | 4:21    |  |
| 8.             | "The After Dinner Payback" | From Autumn to Ashes        | 2:50    |  |
| 9.             | "Leech"                    | Sevendust                   | 4:30    |  |
| 10.            | "Bombshell"                | Powerman 5000               | 3:14    |  |
| 11.            | "Welcome to the Strange"   | Murderdolls                 | 4:19    |  |
| 12.            | "Out of My Way"            | Seether                     | 3:51    |  |
| 13.            | "Inside the Cynic"         | Stone Sour                  | 3:23    |  |
| 14.            | "Swinging the Dead"        | DevilDriver                 | 3:38    |  |
| 15.            | "The Waste"                | Sepultura feat. Mike Patton | 3:39    |  |
| 16.            | "Middle of Nowhere"        | The Blank Theory            | 4:05    |  |
| 17.            | "Ether"                    | Nothingface                 | 3:43    |  |
| 18.            | "Trigger"                  | In Flames                   | 4:56    |  |
| 19.            | "11th Hour"                | Lamb of God                 | 3:44    |  |
| 20.            | "(We Were) Electrocute"    | Type O Negative             | 6:49    |  |
| Duração total: | Duração total:             | Duração total:              | 77:59   |  |

### Recepção
O Allmusic atribuiu 3 de 5 estrelas à trilha, descrevendo-a como um "festival de tortura com ácido e insanidade mental" e uma "previsível galeria de pesos pesados do metal, promessas de sucesso e pretendentes ao trono de Hades", ressaltando que o álbum segue a tendência dos lançamentos de "filmes de verão", com mistura de material sólido e inconsistente, mas que seu público-alvo parece ser mesmo os fãs de rock barulhento. O site também enfatizou o então ineditismo de boa parte das faixas do álbum, destacando a demo do Slipknot de 1997, acompanhada de material inédito do Stone Sour.
O portal IGN deu ao álbum uma classificação 6.8/10, enfatizando seu "estrondo heavy metal e as catarses esmagadoras", mas apontou a duração do disco e a repetição rítmica das músicas como fatores que podem pesar contra a trilha sonora, comentando: "para os ouvidos destreinados o álbum pode se tornar cansativo depois de certo tempo - especialmente dada a incessante barragem de guitarras e vocais agressivos, compensados por uma interface melódica ocasional - e as músicas podem muito bem começar a se misturar, tornando um pouco difícil diferenciar de quais bandas são determinadas faixas."

### Trilha incidental
A trilha com a partitura original do filme foi lançado em 19 de agosto de 2003 por Varèse Sarabande e também contém 20 faixas. O álbum foi composto por Graeme Revell e tocado pela Orquestra Filarmônica de Praga, com exceção de duas faixas, tocadas por Machine Head. A BBC descreveu a partitura como tão "familiar" quanto os arqui-vilões do filme, ressaltando que "embora não acrescente nada de novo ao gênero de horror restrito, essa partitura não é tão ruim no final das contas."

## Lançamento e recepção

### Bilheteria
Freddy vs. Jason foi lançado nos Estados Unidos na sexta-feira, 13 de agosto de 2003, um dia depois do apagão que afetou boa parte da América do Norte naquele ano, fato que poderia se tornar um empecilho, mas não afetou o desempenho do filme no país. O filme arrecadou uma bilheteria doméstica de 82.622.655 de dólares (79,3% da bilheteria) e uma bilheteria mundial de 32.286.175 de dólares (28,1% da bilheteria). Ajustando-se à inflação, é até o momento o segundo longa-metragem mais lucrativo da franquia Sexta-Feira 13, atrás apenas do filme original de 1980, e também ocupa o segundo lugar entre os mais lucrativos da franquia A Nightmare on Elm Street, sendo superado apenas pela refilmagem do longa original lançada em 2010.

### Resposta da crítica
No Rotten Tomatoes, o filme tem uma taxa de aprovação de 41% com base em 153 críticas e um classificação média de 4.8/10. O consenso crítico do site diz: "Fãs das duas franquias de horror vão aproveitar este confronto. No entanto, para todos os outros, é o velho terror de sempre". No Metacritic, que atribui uma classificação normalizada com base nas críticas de críticos mainstream, o filme tem uma pontuação média de 37/100 com base em 29 críticas, indicando "críticas geralmente desfavoráveis". Os públicos pesquisados pelo site de pesquisa de mercado CinemaScore deram ao filme uma nota média de "B+" numa escala que vai de A+ a F.
Kim Newman, da Empire, atribuiu três de cinco estrelas ao filme, ressaltando que o longa "É completamente estúpido, e as transgressões são agora simplesmente bregas, mas há uma boa dose de gore para manter os fãs entretidos, se não completamente felizes." Ed Gonzales, da Slant Magazine classificou o filme com uma estrela e meia, considerando Freddy vs. Jason "um fracasso tolerável, mas instantaneamente esquecível" e criticou a atuação de Kelly Rowland, comentando: "De fato, é um dia triste para os fãs de Nightmare on Elm Street quando um membro do Destiny's Child rouba a cena. Como a autodepreciativa Kia, Kelly Rowland sorri inoportunamente, faz referência a Columbine, e consegue fazer uma ressuscitação boca-a-boca de Jason em coma." O portal IGN, por sua vez, classificou o filme como "horrível", atribuindo-lhe uma classificação 3/10 e o criticando severamente: "Se ao menos tivesse sido mais inteligente, mais engraçado, mais assustador, mais desleixado ou ... qualquer coisa do tipo, teria sido mais tolerável. Em vez disso, uma suavidade de grande orçamento permeia cada quadro desse filme; Freddy vs. Jason não é apenas idiota e desavergonhado, é algo ainda pior; totalmente sem noção e desajeitado, uma visão distorcida de estúdio do que o horror costumava ser."
Escrevendo para o The Guardian, Peter Bradshaw comentou que o problema de Freddy vs. Jason é que, ao voltar toda a atenção para a batalha entre os dois monstros, o filme acaba deixando a salvo "os adolescentes atrevidos e sexy que de outro modo seriam suas vítimas" e que essa posição do roteiro "neutraliza o drama e o horror". Além disso, Bradshaw observou que o filme acabou trazendo dimensões até então inimagináveis para os dois personagens, tornando Jason — abusado na infância e silenciosamente impassível — quase o "bom vilão" da dupla; e fazendo de Freddy — sarcástico, manipulador e assassino impenitente de crianças — o "vilão desagradável".

### Home media
O filme foi lançado em VHS e DVD como parte da Platinum Series da New Line em 13 de janeiro de 2004. O lançamento em DVD apresentava um segundo disco de conteúdo bônus que incluía: comentários em áudio de Ronny Yu, Ken Kirzinger e Robert Englund, cenas deletadas e alternativas com comentários, o videoclipe de Ill Niño para a canção "How Can I Live", trailers e anúncios de TV, trilha sonora promocional e curiosidades dos bastidores.
O filme foi lançado em UMD em 4 de outubro de 2005 e em Blu-ray em 8 de setembro de 2009. O Blu-ray apresentava as mesmas características do DVD original da Platinum Edition. O filme também foi lançado como parte de um pacote de nove discos com todos os 12 filmes da série Sexta-Feira 13 em Blu-ray e em um pacote Blu-ray Triple Feature juntamente com as refilmagens de Sexta-Feira 13 e A Hora do Pesadelo.
No Brasil, Freddy vs. Jason foi lançado em vídeo VHS e DVD pela PlayArte Home Video em 2004, com áudio em português e legendas em português e inglês. Como extras, esta edição apresentou comentários do diretor Ronny Yu e dos produtores.

### Romantização
A editora Black Flame lançou uma romantização do filme em 29 de julho de 2003. Foi escrita por Stephen Hand, que também escreveu a romantização de The Texas Chainsaw Massacre para a New Line Cinema no ano seguinte. O livro, como muitos outros romances que a Black Flame publicou para a New Line, segue de perto o enredo do filme com algumas alterações. Por exemplo, a romantização usa o final original, no qual Will se transforma em Freddy quando ele está prestes a fazer sexo com Lori.

### Reconhecimento
Em 2004, o compositor Graeme Revell recebeu o BMI Film Music Awards pela trilha sonora do filme e Bill Terezakis venceu o Fangoria Chainsaw Award de melhor maquiagem e criatura gerada por efeitos especiais. Nesse mesmo ano, dois dublês do filme, Glenn Ennis e Doug Chapman, foram indicados ao Taurus World Stunt Awards, cerimônia anual de premiação a dublês por suas performances cinematográficas. Ennis, que foi dublê de Ken Kirzinger como Jason, foi indicado ao prêmio de "Melhor Manobra de Fogo" pela cena em que o personagem é incendiado e continua caminhando pelo milharal com o corpo em chamas, indo em direção à festa para matar vários adolescentes. Chapman, que foi dublê de Robert Englund como Freddy, também foi, juntamento com Ennis, indicado ao mesmo prêmio pela sequência em que os dois vilões têm os corpos incendiados e são arremessados num lago durante uma grande explosão.

## Obras citadas
- Bracke, Peter (11 de outubro de 2006). Crystal Lake Memories: The Complete History of Friday The 13th (em inglês). Reino Unido: Titan Books. ISBN 1-84576-343-2
- Grove, David (fevereiro de 2005). Making Friday the 13th: The Legend of Camp Blood (em inglês). Reino Unido: FAB Press. ISBN 1-903254-31-0